# The Provincial Freeman
 (novembre 2019).
The Provincial Freeman est un journal hebdomadaire édité par la première éditrice en chef noire Mary Ann Shadd Cary. 

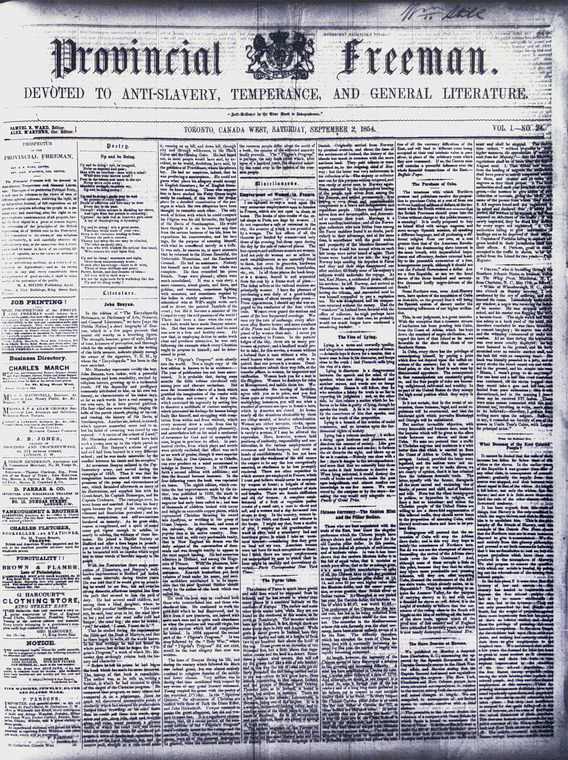
La une du Provincial Freeman, 2 septembre 1854

Il est fondé à Windsor et parait tous les samedis matin du 24 mars 1853 jusqu'au 20 septembre 1857 en étant vendu au prix de 1,50 $ au Canada. Son orientation est en faveur de la lutte contre l'esclavage et dans une moindre mesure la lutte pour le droit des femmes en Amérique du Nord et traduit la vision idéaliste d'une société égalitaire entre tous les hommes et toutes les femmes de son éditrice. Ne résistant pas à la dépression économique, il fait faillite en septembre 1857.

## Fondation du journal

### Mary Ann Shadd
Mary Ann Shadd (1823-1893) est née libre dans le Delaware aux États-Unis. Elle a pu atteindre une position privilégiée grâce à sa couleur de peau plutôt claire, son accès à l'éducation et sa situation financière. Toutefois, les préjugés et discriminations raciales et sexuelles de son époque ne l'ont pas épargnée.
C'est lors d'une conférence du mouvement anti-esclavagiste (la North American Convention of coloured Freemen) qu'elle rencontre Henry Bibb, éditeur du premier journal tenu par une personne noire au Canada The Voice of the Fugitive -dans lequel il diffusait ses idées abolitionnistes et des biographies et récits d'esclaves-, qui lui propose de venir avec lui au Canada afin de l'aider pour son journal. Ensemble, ils y fondent une école publique pour les Blancs et les Noirs dont Mary Ann sera l'enseignante en 1851. Toutefois, H. Bibb lui recommande de pétitionner auprès du gouvernement pour obtenir une école publique pour les Noirs plutôt que de créer une école mixte, ce qu'elle refusa. Mary Ann écrivit de nombreux articles pour lui jusqu'à ce que leur différente vision des choses les rendent ennemis. Henry Bibb était partisan d'une ségrégation entre les Noirs et les Blancs tandis que l'idéal de Mary Ann était une communauté où les Noirs et Blancs seraient mélangés, égaux et unis.
Par ailleurs, H. Bibb et son entourage acceptaient difficilement l'indépendance dont jouissait Mary Ann, surtout pour une femme. Mais il n'y a pas eu que les hommes que cela dérangeait puisque les femmes, même les femmes noires qui menaient une vie plus ordinaire, comprenaient mal sa visibilité. C'est pour toutes ces raisons, et parce qu'elle veut faire plus, que Mary Ann va commencer sa carrière de journaliste.
Mary Ann est l'unique fondatrice du journal et la seule responsable de l'édition, de l'écriture et de la publication des articles. Elle convainc Samuel Ringgold Ward de l'aider dans son entreprise et il devient coéditeur. Partageant le même vision antiségrégationniste, elle ne mit jamais son nom comme éditrice et ne signa jamais les articles qu'elle écrivit, seul le nom de Ward apparaissait en haut à gauche de la première page.
Le journal fut le moyen utilisé par Mary Ann Shadd pour encourager son peuple à venir s'installer au Canada. Mais aussi un moyen de diffuser son idéal de communauté mixte entre les Noirs et les Blancs et d'égalité entre tous les hommes et toutes les femmes.
Le journal fut d'abord édité à Windsor de 1853 à 1854, puis Toronto de 1854 à 1855 où elle rencontra son mari, Thomas Cary, qui travailla à ses côtés et finalement à Chatham de 1855 à 1857 où Mary dut fermer le journal à cause de difficultés économiques.

## Contexte de publication

### L'émigration des Noirs vers le Canada
Le 1er août 1834 entre en vigueur la loi d'abolition de l'esclavage décrétée le 28 août 1833 qui abolit l'esclavage dans toutes les colonies britanniques des États-Unis. Ce jour est communément appelé « Jour de l'émancipation » en Amérique du Nord. Toutefois, malgré la loi beaucoup de maîtres refusent de libérer leurs esclaves.
Le 10 septembre 1851, Mary Ann Shadd assiste à la North American Convention of coloured Freemen situé à Saint Lawrence Hall à Toronto où elle rencontre Henry Bibb et sa femme qu'elle rejoindra au Canada. Abolitionnistes, ils s'inscrivent dans un mouvement militant pour les hommes Noirs libres. En effet, entre 1800 et 1865, date de la fin de la guerre de Sécession, ce sont des dizaines de milliers de Noirs américains qui fuient les plantations des États du Sud des États-Unis pour trouver refuge au Canada. Ils empruntent ce qu'on appelle le chemin de fer clandestin pour se rendre au Canada et on estime qu'environ 30 000 à 40 000 Noirs américains, nés libres ou esclaves, ont fui vers au Canada. En 1850, ce sont plus de 35 000 d'entre eux qui vivent dans l'ouest canadien.
Le but du journal The Provincial Freemen est d'encourager l'émigration noire vers le Canada. Ainsi, Mary Ann Shadd utilise son journal pour relater les faits et évènements des Noirs libres au Canada. Alors, elle devient la première femme noire à publier un journal en Amérique du Nord.

### Vision des femmes noires en Amérique du Nord
Le vote n'ayant pas été interdit dans le texte de loi du Canada, les femmes votent aux élections de 1825. Dès 1834, le parti des Patriotes d'où est issu Louis-Joseph Papineau exprime son désir de corriger « une anomalie historique ». Ainsi, en 1849, les femmes voient ce droit leur être retiré par le Parlement du Canada prétextant alors qu'elles ne sont pas assez autonomes et n'ont pas la capacité d'avoir un avis indépendant de celui de leur entourage, notamment leur mari. Dans les années 1850 les femmes n'ont donc pas les mêmes droits que les hommes en matière de vote. De plus une ségrégation est admise entre les femmes blanches et les femmes noires qui ne trouvent finalement que peu de soutien chez leurs compères.
L'émancipation des esclaves et des femmes vont de pair pour Mary Ann Shadd dans un monde où les hommes et les femmes blanches font davantage la différence entre les femmes esclaves et les autres femmes. Dans un contexte de libération des hommes, femmes et enfants noirs de l’esclavagisme, elle lutte à travers son journal pour plus d'égalité entre les hommes et les femmes mais aussi entre les femmes elles-mêmes.
Toutefois, la lutte pour le droit des femmes est un mouvement qui concernait généralement des femmes blanches issues de la classe aisée à cette époque. Mary Ann Shadd, à cause de sa condition de femme et de sa couleur de peau, fut marginalisée, ayant alors une influence limitée. Cependant elle a su profiter de son journal pour promouvoir la lutte du droit des femmes en le faisant un support de discussion pour ce qui concerne l'égalité de toutes les femmes. On voit à travers son journal sa lutte pour se faire une place dans un XIXème siècle qui la voit plutôt comme une irrégularité, un élément à part qui transgresse les règles.

## Forme et contenu du journal

### Forme
Le journal est composé de quatre pages qui reprennent une mise en page propre à l'édition des journaux de l'époque. L'objectif est de raconter la vie quotidienne et les évènements qui touchent les habitants noirs canadiens (Afro-Canadiens) dont une grande partie sont d'anciens esclaves ayant fui les États-Unis.
The Provincial Freeman était donc un journal témoin de son époque et incluait les éléments traditionnels de l'impression de journaux de la moitié du XIXe siècle, c'est-à-dire les formulations des phrases et des paragraphes, des articles sur divers sujets, des comptes-rendus de discussion autour de la littérature ou encore des annonces d'emploi. Mary Ann y publia également des discours politiques rédigés par des penseurs qui partageaient ses idées, dont Martin Delany qui partageait une bonne partie des idéaux de Mary Ann mais était partisan d'un retour de la population noire sur son continent d'origine, l'Afrique.

### Contenu
L'en-tête du journal, du 24 mars 1853 au 10 mars 1855, présente la devise suivante : « Devoted to Anti-slavery, Temperance and General Litterature ». Cette devise montre que c'est un journal d'information abolitionniste qui se consacre à la lutte contre l'esclavage aux États-Unis, mais qu'il parle aussi de la ligue de tempérance et de la littérature en général. Dans cette littérature générale Mary Ann Shadd inclut notamment la littérature noire qui était omise dans la plupart des autres journaux d'éditeurs blancs.
À partir du 10 mars 1855, l'en-tête est enrichi des mots « And Weekly Advertiser » (en français : « et annonceur de la semaine »).
En dessous de la plaque d'identification du journal, dans l'en-tête, la phrase « union is strength » qui en français veut dire : « l'union fait la force » donne tout de suite l'angle de vue de l'éditrice. Son idéal transmis à travers ce journal est l'union de tous les hommes et de toutes les femmes en une même communauté.

### Message égalitaire et féministe du journal de Mary Ann Shadd
L'en-tête changea par la suite et la devise « devoted to anti-slavery, temperance and general litterature » fut retirée mais la devise juste en dessous du titre « self reliance is the true road to indépendance » (en français : « l'autosuffisance est le vrai chemin de l'indépendance »), restera jusqu'à la fin du journal.
Cette devise était le fer de lance du journal et de l’idéal de son éditrice. Pour Mary Ann Shadd, l'autonomie des individus était le point de départ pour assurer leur indépendance, que ce soit celle des Noirs vis-à-vis des Blancs ou bien celle des femmes noires vis-à-vis des hommes et des autres femmes. Son objectif est d'unir tous les individus, quels que soient leur sexe ou leur couleur de peau.
Cette intégration doit, d'après elle, d'abord venir de leur croyance en eux-mêmes et en cette communauté unie. Les personnes marginalisées subissant des discriminations raciales et de genre doivent croire en une société égalitaire pour que ce souhait se mettent en place. L'autosuffisance (self-reliance) est donc vue comme une indépendance par rapport aux autres en se focalisant soi-même sur ses propres ressources. L'idée de Mary Ann Shadd est que chacun est capable de se guider sans être soumis à quiconque (les Noirs aux Blancs ou les femmes aux hommes).
Son journal transmet les dates et les lieux des réunions des mouvements féministes et antiesclavagistes au Canada et aux États-Unis. Elle cherche à diffuser sa vision de la liberté qui d'après elle peut être atteinte pour tous les hommes et toutes les femmes grâce à l'éducation et l'autosuffisance. Ainsi, elle écrivit de nombreux articles sur les actions des femmes concernant l'acquisition de leurs droits, les évènements ou encore les réunions féministes.  
Malgré ses efforts, The Provincial Freeman est victime de la dépression économique de l'époque, et cesse d'être publié en 1857.